# Парламентські вибори в Молдові 2009 (липень)
Парламентські вибори в Молдові 29 липня 2009 року — сьомі (позачергові) вибори парламенту в пострадянській Молдові. У виборах взяли участь 8 політичних сил. Виборчий поріг для партій — 6 %, для незалежних кандидатів — 3 %.

## Передісторія
Позачергові вибори до парламенту Молдови були назначені внаслідок політичної кризи, що охопила країну після виборів 5 квітня. 20 травня і 3 червня парламентська опозиція Молдови бойкотувала два тури виборів президента країни і цим домоглася позачергових виборів. Згідно з конституцією чинний глава країни Володимир Воронін 15 червня підписав указ про розпуск парламенту і проведення дострокових парламентських виборів 29 липня.
На 101 місце в найвищому законодавчому органі влади (Молдова — парламентська республіка) претендували партія комуністів (ПКРМ), християнсько-демократична народна партія (ХДНП), альянс «Наша Молдова» (АНМ), ліберальна партія (ЛП), ліберально-демократична партія (ЛДП), демократична партія (ДП), соціал-демократична партія (СДП) і екологічна партія «Альянс Верде» (ЕПАВ).
Напередодні виборів Молдова вислала спостерігачів з України, Грузії, Білорусі та Росії, бо розглядала їх як імпортерів кольорових революцій. Центрвиборчком відмовив в офіційній реєстрації 87 представникам Європейської мережі організацій з моніторингу виборів (ENEMO), що працює в країнах СНД, Центральної і Східної Європи; серед тих, що дістали відмову в реєстрації були представники Росії, України, Киргизстану, Хорватії і Македонії. Загалом проведення виборів проходило під спільними гаслами європейського вибору Молдови і здобуло схвальну оцінку спостерігачів від ОБСЄ.

## Хід виборів та їх результати
Дострокові вибори до парламенту Молдови відбулися 29 липня 2009 року. Вперше в новітній історії Молдови вибори проходили у середині тижня, хоча середа, для зручності виборців, усередині країни була оголошена вихідним днем.
Перемогу на виборах до парламенту Молдавії здобула владна Компартія з 44,69 %, Ліберально-демократична партія Молдавії набрала 16,57 %, Ліберальна партія — 14,68, Демократична партія — 12,54 %, альянс «Наша Молдова» — 7,35 % голосів. Ці результати дозволяють партії комуністів отримати в новому парламенті 48 мандатів, а опозиції, у разі об'єднання, — в цілому 53 мандати. Ліберально-демократична партія отримує в парламенті 18 місць, Ліберальна партія — 15 мандатів, Демократична партія — 13 мандатів, альянс «Наша Молдавія» — 7 місць.